# Unterm Birnbaum (2019)
Unterm Birnbaum ist ein deutscher Fernsehfilm des Regisseurs Uli Edel. Er wurde am 29. September 2019 auf dem Filmfest Hamburg uraufgeführt und am 27. Dezember 2019 erstmals auf arte ausgestrahlt.
Die Handlung basiert auf der gleichnamigen Novelle von Theodor Fontane und wurde in das frühe 21. Jahrhundert übersetzt.

## Handlung
Dem Gastronomen-Ehepaar Ursel und Abel Hradschek droht der Verlust ihres Landgasthofs am Oderbruch, da die Geschäfte nicht gut laufen, Abel sich mit illegalem Glücksspiel verschuldet und Ursel den Schmerz einer erlittenen Totgeburt mit exzessiven Käufen betäubt.
Als Schulze, der die illegalen Glücksspiele in der Region organisiert, von Abel die fällige Provision, die „Tischgelder“, einfordert, sieht Abel zunächst keinen Ausweg. Doch dann stößt er bei Arbeiten im Garten unter dem Birnbaum auf das Skelett eines im Zweiten Weltkrieg gefallenen Soldaten und ihm kommt die Idee, Schulze zu ermorden und die eingetriebenen Provisionen zu rauben, die er bei seinen Inkasso-Touren stets mit sich führt. Ursel hilft ihrem Mann bei der Vertuschung des Mordes.
Dorfpolizist Geelhaar, der ein Auge auf Ursel geworfen hat, stellt Nachforschungen an. Frau Jeschke, die neugierige Nachbarin der Hradscheks, berichtet ihm, dass sie Abel in der Mordnacht dabei beobachtet hatte, wie er etwas im Garten vergräbt. Geelhaar verhaftet Abel, doch statt Schulze wird im Garten nur die Leiche des Weltkriegssoldaten gefunden. Der Mord kann Abel nicht nachgewiesen werden und so kommt er wieder frei. Doch Ursel kann mit der Schuld nicht leben, fällt in eine tiefe Depression und begeht schließlich Suizid. Abel verkraftet ihren Tod nicht. Er gibt seinen Angestellten frei, geht in den Keller, wo er die Leiche Schulzes eingemauert hatte, und beginnt die Wand aufzustemmen.
Als Line, die Nichte der Nachbarin und Aushilfe der Hradscheks, später in den Gasthof kommt, niemanden antrifft und den aus dem Keller dringenden Verwesungsgeruch wahrnimmt, ruft sie die Polizei. Geelhaar entdeckt im Keller hinter der aufgebrochenen Wand die Leiche Schulzes und an der Kellerdecke die von Abel, der sich erhängt hat.

## Produktion

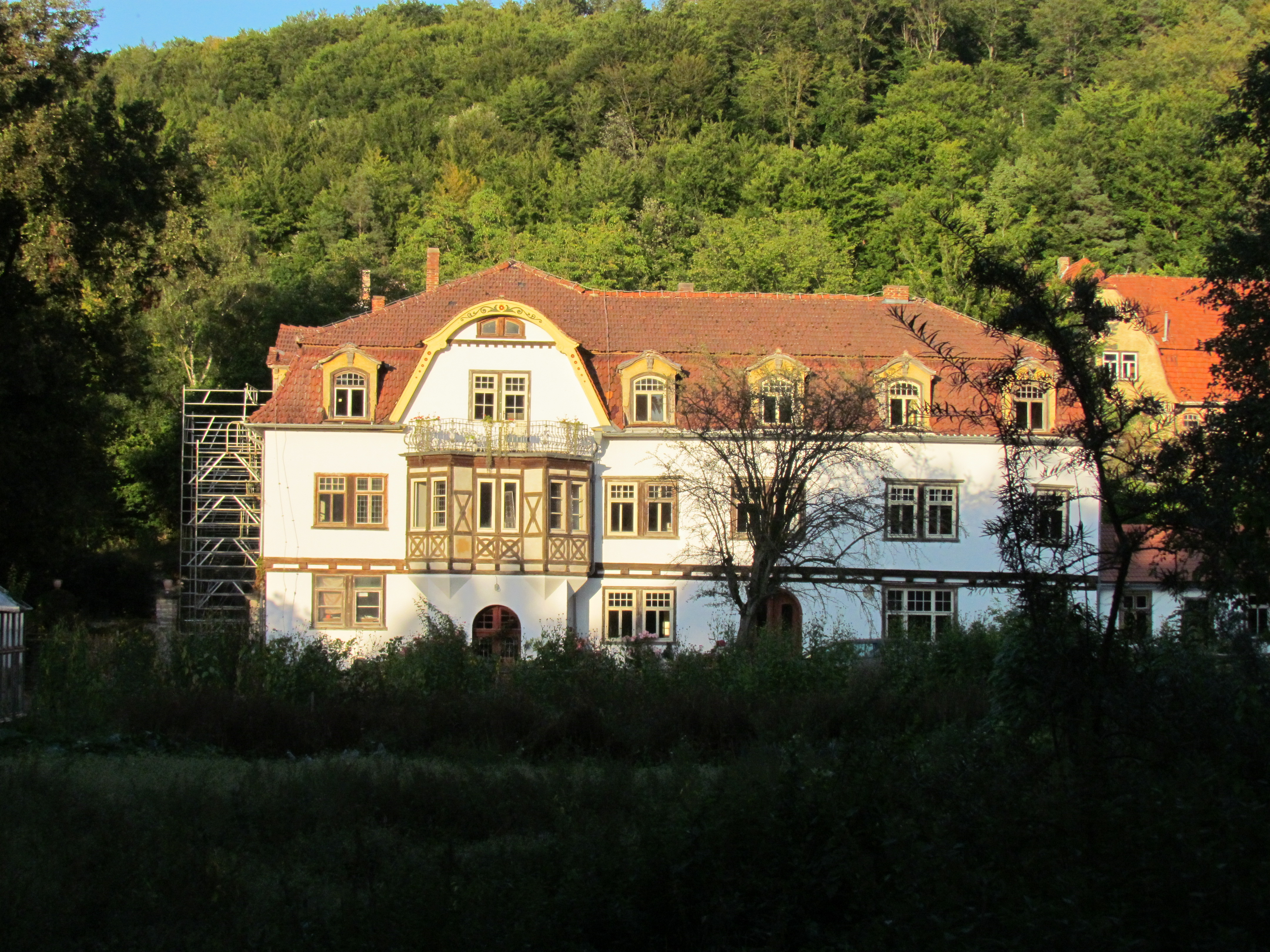
Gut Amalienruh diente als Kulisse für den Landgasthof Abel

Gedreht wurde vom 7. Mai bis zum 6. Juni 2019 unter anderem in Letschin, Küstrin, Meiningen (Gut Amalienruh) und Eisenach. Produziert wurde der Film von der mecom fiction GmbH im Auftrag des ZDF. Er wurde von der Mitteldeutschen Medienförderung mit 400.000 Euro gefördert.

### Veröffentlichung
Die Premiere fand am 29. Juli 2019 auf dem Filmfest Hamburg statt, ab dem 26. Dezember 2019 war der Film in der arte-Mediathek abrufbar. Die Erstausstrahlung war einen Tag später auf arte in deutscher und französischer Sprache.

## Rezeption

### Kritik
Rainer Tittelbach lobt die „psychologischen Subtexte“ in Breinersdorfers Drehbuch. Die zum Einsatz kommende Filmsprache habe „viel von der Unaufhaltsamkeit einer klassischen (griechischen) Tragödie“. Uli Edels Inszenierung mache die Produktion „zu einem stimmigen filmischen Gesamtkunstwerk“.
Laut katholischem Filmdienst klammere die Übertragung in die heutige Zeit „etwas bemüht“ den Wandel des gesellschaftlichen Umgangs aus und bleibe als Krimi „eher zahm“.
Thilo Wydra kritisiert im Tagesspiegel, es sei „vieles bei der Fontane-Modernisierung auf der Strecke geblieben […], all die Details, das Feinziselierte“. Einige Figuren wirkten „wie schablonenhafte Klischees“.
In der FAZ beklagt Heike Hupertz „den Verlust sämtlicher historischer Anspielungen“, meint aber, der Film sei „seelendramatisch“ gelungen. Besonders hebt sie die „altmeisterliche Lichtsetzung und die exquisite Bildgestaltung“ von Hannes Hubach hervor.

### Einschaltquoten
Die Sendung im ZDF am 30. Dezember 2019, dem 200. Geburtstag Fontanes, sahen 4,87 Millionen Zuschauer, der Marktanteil lag damit bei 15,7 Prozent.

## Verweise
- Unterm Birnbaum bei IMDb